# Guiu II de Dampierre
Guiu II de Dampierre (1155 – 1216) va ser conestable de la Xampanya, i senyor de Dampierre, Borbó i Montluçon. Era l'únic fill de Guillem I de Dampierre i Ermengarda de Mouchy.
Guiu II va participar en la Tercera Croada com a membre d'una avançada que va iniciar el setge d'Acre a la tardor de 1189. El 1191, a Terra Santa, va ser considerat partidari de Conrad de Montferrat.
Al 1212, el rei Felip II de França va encarregar a Guiu l'enderrocament del comte Guiu II d'Alvèrnia. Guiu va completar amb èxit aquesta tasca prenent el Castell de Tournoël el desembre de 1213. La seva participació en la batalla de Bouvines al 1214 va ser decisiva en la victòria francesa.
Guiu es va casar amb Matilde I de Borbó, filla d'Arquimbald de Borbó i Alícia de Borgonya, i neta d'Arquimbald VII de Borbó, senyor de Borbó. Van tenir diferents fills:
- Arquimbald VIII de Borbó, senyor de Borbó, conestable de França.
- Guillem II de Dampierre, senyor de Dampierre
- Felipa Matilda de Dampierre, casada amb Guigó IV de Forez, comte de Forez
- Maria de Dampierre, casada amb Enric de Sully, senyor de Sully i posteriorment amb Herveu de Vierzon, senyor de Vierzon 1170-1219